# 豊島愿

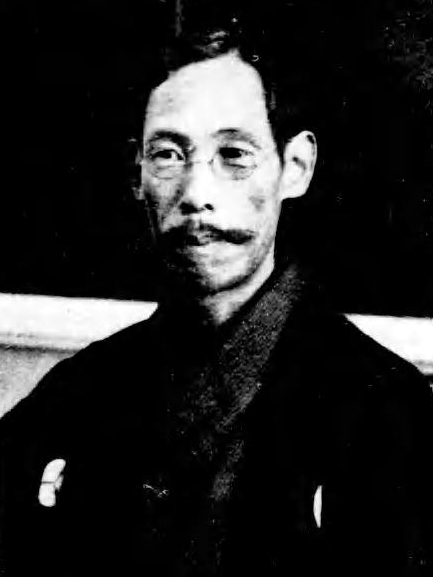
豊島愿

豊島 愿（とよしま げん、慶応4年4月15日（1868年5月7日） - 没年不詳）は、日本の内務官僚。新潟県長岡市長。

## 経歴
金沢の佐久間家に生まれ、豊島永頼の養子となった。1891年（明治24年）、東京法学院（現在の中央大学）を卒業。1895年（明治28年）には専修学校（現在の専修大学）を卒業した。1899年（明治32年）に高等文官試験に合格し、青森県視学官、福島県視学官、同事務官、熊本県事務官、佐賀県内務部長、福井県内務部長、岩手県内務部長、岐阜県内務部長を歴任した。
退官後は長岡市長を務めた。